# Udo Horsmann
Udo Horsmann (Beckum, Alemania; 30 de marzo de 1952) es un exfutbolista alemán que jugaba como lateral izquierdo. Tuvo un paso destacado por el Bayern de Múnich, equipo al que llegó en 1975 con 23 años. En ocho temporadas disputó más de 200 partidos y logró la Bundesliga, la DFB-Pokal, además de la Copa de Campeones de Europa y la Copa Intercontinental.
Tuvo un breve paso en Francia por el Stade Rennes, además de jugar en el 1. F. C. Núremberg y el TSV 1860 Múnich, equipo en el que se retiró de la actividad en 1986.
Tras su retiro del fútbol profesional trabajó durante un tiempo en el departamento de ventas de Mercedes en Starnberg. Sin embargo, al no sentirse cómodo decidió trabajar de carpintero, actividad que ya había desarrollado antes de firmar profesionalmente con el Bayern.

## Clubes
| Club               | País     | Año       |
| ------------------ | -------- | --------- |
| Bayern de Múnich   | Alemania | 1975-1983 |
| Stade Rennes       | Francia  | 1983-1984 |
| 1. F. C. Núremberg | Alemania | 1984-1985 |
| TSV 1860 Múnich    | Alemania | 1985-1986 |

## Palmarés

### Campeonatos nacionales (3)
| Título     | Club             | País     | Año     |
| ---------- | ---------------- | -------- | ------- |
| Bundesliga | Bayern de Múnich | Alemania | 1979-80 |
| Bundesliga | Bayern de Múnich | Alemania | 1980-81 |
| DFB-Pokal  | Bayern de Múnich | Alemania | 1981-82 |

### Campeonatos internacionales
| Título                | Equipo       | País           | Año     |
| --------------------- | ------------ | -------------- | ------- |
| Copa de Europa        | F. C. Bayern | Glasgow        | 1975-76 |
| Copa Intercontinental | F. C. Bayern | Belo Horizonte | 1976    |